# Мертл Гроув (Северна Каролина)
Мертл Гроув (енгл. Myrtle Grove) насељено је место без административног статуса у америчкој савезној држави Северна Каролина.

## Демографија
По попису из 2010. године број становника је 8.875, што је 1.75 (24,6%) становника више него 2000. године.
| Група             | 2000.         | 2010.         |
| Белци             | 6.682 (93,8%) | 8.149 (91,8%) |
| Афроамериканци    | 253 (3,6%)    | 285 (3,2%)    |
| Азијати           | 61 (0,9%)     | 103 (1,2%)    |
| Хиспаноамериканци | 66 (0,9%)     | 184 (2,1%)    |
| Укупно            | 7.125         | 8.875         |